# Hexatoma cerberus
Hexatoma cerberus är en tvåvingeart som beskrevs av Alexander 1953. Hexatoma cerberus ingår i släktet Hexatoma och familjen småharkrankar. Inga underarter finns listade i Catalogue of Life.